# Минтимер Шајмијев
Минтимер Шарипович Шајмијев (рус. Минтиме́р Шари́пович Шайми́ев, тат. Минтимер Шәрип улы Шәймиев; Ањаково, 20. јануар 1937) јесте руски политичар татарског порекла и бивши председник Татарстана од 1991. до 2010. године.
Један је од оснивача Јединствене Русије.

## Биографија
Рођен је 20. јануара 1937. године у селу Ањаково, Татарска АССР, Руска СФСР, СССР. Дипломирао је на Казањском пољопривредном институту.
Учланио се у Комунистичку партију 1963. године. Био је функционер и министар у Татарској АССР. Априла 1990. године постао је председник Врховног савета Татарстана. Врховни савет је 31. августа 1990. године прогласио суверенитет Татарстана.
Дана 12. јуна 1991. године изабран је за првог председника Татарстана. Подржао је неуспели Августовски пуч.
Шајмијев и Јуриј Лушков су основали Једниствену Русију 2001. године.
Повукао се са места председника Татарстана 2010. године када га је наследио Рустам Миниханов.